# 元首旗

元首旗

元首旗（德語：Führerstandarte）是希特勒的個人旗幟，也是一面正方形红色纹章旗帜，旗面中央有一黑色卍字徽，衬在其下的是一个白色圆形，圆形周围环绕着金色橡叶花环，旗帜四角各有一个帝國鵰。此旗帜的主要用途是在正式场合表明希特勒在场。